# Burchardia
Burchardia, biljni rod iz porodice mrazovčevki, smješten u vlastiti tribus Burchardieae. Postoji šest priznatih vrsta, sve su australski endemi.

## Opis
Burchardia je mali rod iz poroxdice Colchicaceae iz Australije s pet vrsta koje imaju korijenske gomolje pričvršćene za kompaktnu stabljiku nalik na korijen. Gomolji korijena mijenjaju se godišnje. Listovi su malobrojni i linearni, a uglavnom bijeli zvjezdasti cvjetovi raspoređeni su u štitastu cvast. Biljke su ljeti u stanju mirovanja, a cvjetaju u proljeće. Iako se nekada smatralo da vrsta Burchardia umbellata postoji i u jugozapadnoj Zapadnoj Australiji i u većem dijelu južne Australije, G..J. Keighery i W. Muir u Nuytsiji, 2005. razdvojili su istočne i zapadne biljke vraćajući vrstu Burchardia congesta za imena vrsta biljaka pronađenih u Zapadnoj Australiji.

## Vrste
1. Burchardia bairdiae Keighery
2. Burchardia congesta Lindl.
3. Burchardia monantha Domin
4. Burchardia multiflora Lindl.
5. Burchardia rosea Keighery
6. Burchardia umbellata R.Br.

## Sinonimi
- Reya Kuntze